# 朱載墣
江寧莊惠王朱載墣（16世纪—1582年），明朝宗室、詩人，江寧恭懿王朱厚煉嫡長子，母妃陳氏，趙莊王朱祐棌之孫，明朝第二代江寧王。

## 生平
嘉靖四十一年（1561年），生父朱厚煉逝世；嘉靖四十四年（1565年），明世宗派遣永康侯徐喬松等人為正使；翰林院編修王錫爵等人為副使，持節冊封朱載墣為江寧王。并冊封其夫人田氏為江寧王次妃。
朱載墣博聞強識，長於詩詞；有《紹易詩集》二卷流傳于世，又傾心於道教及禪宗，其詩作中也不乏與高僧、道士有所來往之作以及詠嘆俠客之作。
萬曆十年（1582年）十月，朱載墣逝世，明神宗追贈諡號莊惠；两年后其庶长子朱翊𨧆袭封为第三代江宁王。

## 家庭

### 配偶
- 正妃楊氏
- 次妃田氏，嘉靖四十四年（1565年）十月册封。[10]
- 夫人王氏，生朱翊𨧆[11]

### 子嗣
- 江寧端和王朱翊𨧆

## 外部連結
- 《紹易詩集》 （页面存档备份，存于）

| 前任： 父恭懿王朱厚煉 | 明江寧國國王 1565年—1582年 | 繼任： 子端和王朱翊𨧆 |